# إدوارد كوك كرو
إدوارد كوك كرو (بالإنجليزية: Edward Coke Crow)‏ هو محامي أمريكي، ولد في 19 ديسمبر 1861، وتوفي في 9 مايو 1945.